# Елізабет Тюдор
Елізабет Тюдор (справжнє ім'я Лала Гассенберг; нар. 26 липня 1978 року, Баку) — російськомовна азербайджанська письменниця-фантаст. Лауреат премії «Золоте перо».

## Біографія
Лала Елізабет Тюдор Гассенберг народилася в сім'ї потомственого банкіра з єврейським корінням. Випускниця юридичного факультету Міжнародного Університету. Інтерес до літератури у Елізабет Тюдор з'явився у ранньому дитинстві.
Творчу діяльність вона почала з 1994 року, обравши жанр фантастики. Бажання бути правозахисником змінилося прагненням стати професійним письменником, і в 1998 році вона повністю присвятила себе літературній праці. Перша книга автора — науково-фантастичний роман «Війна часів», побачила світ в 2001 році. Наступного року Елізабет Тюдор прийняли у Спілку письменників Азербайджану. В 2002 році були видані чергові твори Елізабет Тюдор — збірник фантастичних та пригодницьких розповідей « Вбивця Чупакабра», а також перша книга науково-фантастичної трилогії «Обранці небес», присвяченої темі позаземних цивілізацій.
Наступний рік автор присвятила роботі над історично-фантастичним романом « Таємниці підводного Каспію». Книга заснована на научних фактах, володіє значною бібліографією, є унікальним джерелом інформації, яка охоплює не тільки області історичних подій, але й відомості про культуру та розвиток інопланетних рас та світів.
Черговий науково-фантастичний роман « Сім посланців» вийшов у світ в 2004 році. У книзі, присвяченій пам'яті англійського письменника Вальтера Скотта, розглядається теорія Великого вибуху, приводяться знання про позаземний розвиток людини, гіпотези про інші форми життя, які існували до виникнення нинішнього Всесвіту. 2005 рік ознаменувався виданням заключних книг трилогії — « Вигнанці небес» та «Повелителі небес».
Великий інтерес у читачів викликав науково-фантастичний роман «Колізія», присвячений губернатору Каліфорнії Арнольду Шварценеггеру. У тому ж 2007 році був виданий збірник повістей та розповідей «Тінь століть».
У 2009-2010 рр. вийшли перші книги тринадцятитомника «Сарос»: «Кевін Коннор», «Аарон Шмуель» і «Барак Келлерман». Готуються до видання наступні тома історично-фантастичної серії «Сарос»: «Борис Гроссман» і «Аббас Алекперов».
Елізабет Тюдор є членом Міжнародної Спілки Письменників «Новий сучасник», міжнародної організації письменників-фантастів Broad Universe
i Гільдія авторів

Учасник літературного фестивалю «Російський Stil-2008» (Німеччина). Переможець конкурсу «Сучасний російський автор». З 2008 року член Міжнародної Федерації Російськомовних Письменників. (МФРП) — International Federation of Russian-speaking Writers.
Fan page Елізабет Тюдор на Facebook  [Архівовано 14 листопада 2019 у Wayback Machine.].